# Furusjön (Ånimskogs socken, Dalsland)
Furusjön är en sjö i Åmåls kommun i Dalsland och ingår i Göta älvs huvudavrinningsområde. Sjön är 16 meter djup, har en yta på 0,981 kvadratkilometer och är belägen 54,2 meter över havet.

## Delavrinningsområde
Furusjön ingår i det delavrinningsområde (653537-131300) som SMHI kallar för Utloppet av Furusjön. Medelhöjden är 78 meter över havet och ytan är 3,83 kvadratkilometer. Det finns inga avrinningsområden uppströms utan avrinningsområdet är högsta punkten. Vattendraget som avvattnar avrinningsområdet har biflödesordning 2, vilket innebär att vattnet flödar genom totalt 2 vattendrag innan det når havet efter 171 kilometer. Avrinningsområdet består mestadels av skog (58 procent) och jordbruk (12 procent). Avrinningsområdet har 0,97 kvadratkilometer vattenytor vilket ger det en sjöprocent på 25,2 procent.